# Lista över trädarter i Bibeln
I Bibeln förekommer omnämnande av olika trädarter. 

## Trädarter omnämnda
- Akacia – i exempelvis Jesaja 41:19
- Alm – Jesaja 60:13
- Bakaträd – Psaltaren 84:7[1]  (möjligen detsamma som Mullbärsträd)
- Ceder – Kungaboken 7:2, Psaltaren 37:35 och Jesaja 41:19
- Cypress  – Hesekiel 27:5 och Sakarja 11:2
- Ek – 1 Mosebok 35:8 och Hosea 4:13
- Fikonträd – Psaltaren 105:33
- Lagerträd – Jesaja 44:14
- Lärkträd – Jesaja 41:19
- Mandelträd – 1 Mosebok 30:37
- Mullbärsträd – Lukas 17:6 (möjligen detsamma som Bakaträd)
- Myrten / Myrtenträd – Sakarja 1-11
- Olivträd – Jesaja 41:19 och Sakarja 4:3
- Palmträd – 3 Mos 23:40
- Pilträd – 3 Mos 23:40
- Platanträd (Platan) – 1 Mosebok 30:37 och Jesaja 41:19
- Poppel – 1 Mosebok 30:37
- Stenek – Jesaja 44:14
- Sykomor (kallas även Mullbärsfikonträd)  – Jesaja 9:10 och Lukasevangeliet 19:4
- Tall (troligen Aleppotall, Pinus halepensis[2])
- Terebint – Domarboken 6:11 och Jesaja 1:30
- Vinträd / Vinranka – Johannesevangeliet 15:1